# راؤول مولينا ألكوسر
راؤول مولينا ألكوسر (بالإسبانية: Raúl Molina Alcocer)‏ هو لاعب كرة قدم إسباني، ولد في 25 نوفمبر 1976 في شريش في إسبانيا. لعب مع أتلتيكو مدريد ب وإسبانيول وراسينغ كلوب بورتوينسي ورايو فايكانو وريكرياتيفو ونادي ألباسيتي ونادي خيريث.

## وصلات خارجية
- راؤول مولينا ألكوسر على موقع قاعدة بيانات كرة القدم.إي يو (الإنجليزية)